# 痞子逛沙漠
《痞子逛沙漠》（英語：Gerry）是一部2002年美國劇情片，由葛斯·范桑執導並與凱西·艾佛列克、麥特·戴蒙共同編劇和剪輯，戴蒙和艾佛列克也身兼主演。該片是三部以現實生活中發生的死亡為故事背景的「死亡三部曲」（Death Trilogy）之首部電影，隨後兩部為《大象》（2003年）和《超脫末日》（2003年）。
故事改編自真實事件，講述兩位皆名為傑瑞（Gerry）的年輕人在沙漠中徒步旅行，當忘記帶水或食物時，他們之間的友誼受到了考驗。《痞子逛沙漠》於2002年1月12日在日舞影展舉行全球首映，2003年2月14日在美國上映。

## 外部連結
- 互联网电影数据库（IMDb）上《痞子逛沙漠》的资料（英文）
- AllMovie上《痞子逛沙漠》的资料（英文）
- 爛番茄上《痞子逛沙漠》的資料（英文）
- 豆瓣电影上《痞子逛沙漠》的資料 （简体中文）
- Metacritic上《痞子逛沙漠》的資料（英文）
- Box Office Mojo上《痞子逛沙漠》的資料（英文）